# Oladejo Victor Akinlonu
Oladejo Victor Akinlonu (15 de novembro de 1963-24 de janeiro de 2023), também conhecido como Dejak Artistique e Dejak, foi um artista, escultor e comerciante de arte nascido na Nigéria. 

## Biografia
Dejak é filho do inspetor sanitário Gilbert Akinlonu e da comerciante Motolagbe Agbede. Nasceu na cidade de Ondô.
Estudou na St Patrick’s Primary School e na Boy’s High School, ambas em Ondô. Concluiu seu ensino médio na Premier College, em Yaba, Lagos.
Um pouco antes de concluir o ensino médio, Akinlonu matriculou-se na escola gráfica e de pintura Yaba pela qual obteve um certificado equivalente ao Higher National Diploma em design gráfico e impressão. É graduado em marketing pela Universidade de Manchester, curso que fez a distância.

## Obra
Dejak ficou mais conhecido na década de 1980 como pioneiro das características da paisagem de pedra de escombros. Várias de suas esculturas estão localizadas em espaços públicos na Nigéria. Ele é tido como um artista que mistura a escultura com a arquitetura. 
Em 1998, ele recebeu o título de guardião da arte pela sociedade nigeriana de jornalistas e vários outros títulos devido à sua imensa contribuição para a indústria da arte na Nigéria e na África como um todo. Ele foi presidente e diretor administrativo da Dejak and Associates, que agrupa a Bezalel Galleria e a Dejak Artistique Monumental/ Exhibition Gardens.
Dejak é conhecido principalmente como escultor e paisagista excêntrico. O The Eyo masquerade e a estátua de Adeniji Adele estão entre as suas obras mais famosas.